# 浜日出夫
浜 日出夫（はま ひでお、1954年 - ）は、日本の社会学者。慶應義塾大学文学部教授。東京通信大学情報マネジメント学部情報マネジメント学科教授。

## 人物・経歴
福島県出身。埼玉県立熊谷高等学校を経て、1976年大阪大学人間科学部卒業、1980年同大学院人間科学研究科博士課程中退、大阪大学人間科学部助手、1982年新潟大学教養部講師、1985年助教授、1988年筑波大学社会科学系助教授、1999年慶應義塾大学文学部助教授、2001年教授。日本学術振興会特別研究員等審査会専門委員。日本社会学会会員。
専門は、社会学学説史研究、理論社会学、メディア論。社会学の言語論的転回に関する学説史的研究。博物館の歴史展示（筑波のがまの油、江戸東京博物館、渋谷東邦生命ビルの尾崎豊の記念碑など）に関する知識社会学的研究。 
妻は社会学者の小林多寿子。

## 著書
- 『文化の社会学』（世界思想社,2009年）

### 共著
- （長谷川公一・藤村正之・町村敬志）『社会学』（有斐閣, 2007年）

### 編著
- 『戦後日本における市民意識の形成――戦争体験の世代間継承』（慶應義塾大学出版会, 2008年）

### 訳書
- アルフレッド・シュッツ『現象学的社会学』（紀伊国屋書店, 1980年）
- アルフレッド・シュッツ『生活世界の構成――レリヴァンスの現象学』（マルジュ社, 1996年）